# Compañía Stepan
La Compañía Stepan (NYSE: SCL) es una compañía productora de químicos localizada en Northbrook, Illinois, Estados Unidos. La compañía fue fundada en 1932 por Alfred C. Stepan, Jr., y tiene aproximadamente 2,000 empleados.
En 1959 la Compañía Stepan compró la Maywood Chemical Works renombrándola como Maywood Chemical Company.

## Procesamiento de hoja de coca
La bebida Coca-Cola incluye un extracto de la hoja de coca (Erythroxylum coca) preparado en la fábrica Maywood Chemical Company de la compañía Stepan en Nueva Jersey, EE. UU. Stepan Company es la única importadora legal de hoja de coca en el mundo. La hoja es importada desde Perú y Bolivia. Stepan también extrae cocaína de las hojas de coca, la cual le vende a Mallinckrodt Pharmaceuticals Inc., la única compañía farmacéutica en los EE. UU. con licencia para purificar el producto para uso medicinal. La compañía importa aproximadamente 120 toneladas de hoja de coca a los EE. UU. cada año. Empleados de la compañía Stepan le compran las hojas a la Empresa Nacional de la Coca, una corporación del gobierno peruano.
Además de Coca Cola, la bebida Red Bull Cola de la marca Red Bull también incluía extractos de la hoja de coca producidos por la compañía Stepan, aunque actualmente haya sido retirada del mercado. En el 2009, un instituto de salud en Alemania, examinó la bebida y encontró que contenía 0.13 microgramos de cocaína en cada lata.